# Rui de Mendonça
Rui de Mendonça OL (Santa Cruz da Graciosa, 27 de abril de 1896 – Velas, 30 de janeiro de 1958) foi um professor, escritor, jornalista e advogado açoriano.

## Biografia
Após concluir o ensino primário na Graciosa, partiu para a ilha Terceira onde frequentou o Liceu de Angra do Heroísmo, vindo a concluir o curso do Magistério Primário na Horta. Esteve ligado aos movimentos de professores mais progressistas, que se preocupavam com as questões pedagógicas e com a melhoria do estatuto da classe.
O gosto pela escrita manifestou-se desde cedo. Dedicou-se à poesia e ao teatro, ficando algumas de suas peças por publicar. A propósito de uma delas, o também escritor Vitorino Nemésio, referiu:
"Rui de Mendonça é um bom, e além disso um artista que soube aurir dos encantos daquela ilha Graciosa, que no nome tem o qualificativo, a graça simples do entrecho de 'A Flor da Serra', para depois nos vir entornar sobre o coração a candura campesina da sua fatura mimosa."
Além de ter colaborado em vários periódicos, dirigiu o jornal "A Ideia", editado nas Velas, em 1929.
Republicano, anti-fascista manteve a sua ideologia por toda a vida. Em 1931, no contexto da Revolta dos Deportados, foi nomeado Delegado da Junta Revolucionária para toda a ilha e Administrador do Concelho das Velas. Dominada a Revolta das ilhas pelas forças da Ditadura ,esteve preso no Faial e na Fortaleza de São João Batista da Ilha Terceira na Terceira.
O seu Jornal “A Ideia” foi proibido e ele foi expulso do ensino, jamais requereu a reintegração como professor, nem sequer a aposentação a que tinha direito. Sobreviveu desempenhando a profissão de advogado provisório e Armador baleeiro. Destemido continuou a manifestar ideias contrárias ao Estado Novo Português, pelo que foi referenciado pela PIDE como opositor.
Foi iniciado na Maçonaria num Triângulo de Angra do Heroísmo, em 1931, tendo transitado para a Loja "8 de Abril". Foi nomeado delegado maçónico do Grande Oriente Lusitano para a vila das Velas.
A 10 de Junho de 1989 foi feito Oficial da Ordem da Liberdade a título póstumo.